# Dictionnaire philosophique
Dictionnaire philosophique (Dicionário filosófico) é um dicionário enciclopédico publicado por Voltaire em 1764. Os artigos classificados alfabeticamente criticam frequentemente a Igreja Católica Romana, o Judaísmo, o Islã e outras instituições. A primeira edição, lançada em junho de 1764, passou pelo nome de Dictionnaire philosophique portatif. Eram 344 páginas e 73 artigos. As versões posteriores foram expandidas em dois volumes consistindo de 120 artigos. As primeiras edições foram publicadas anonimamente em Genebra por Gabriel Grasset. Devido ao conteúdo volátil do Dictionnaire, Voltaire escolheu Grasset em relação a sua editora habitual para garantir seu próprio anonimato. Houve muitas edições e reimpressões do Dictionnaire durante a vida de Voltaire, mas apenas quatro delas continham adições e modificações. Além disso, outro trabalho publicado em 1770, Questions on l'Encyclopédie, que continha artigos remodelados e modificados da Encyclopédie sempre em ordem alfabética, levou muitos editores seguintes a se juntar a esta e ao Dictionnaire (além de outras obras menores) em uma composição única. O Dictionnaire era um projeto de vida para Voltaire. Representa o ponto culminante de suas opiniões sobre o cristianismo, Deus, a moral e outros temas.

## História e origens

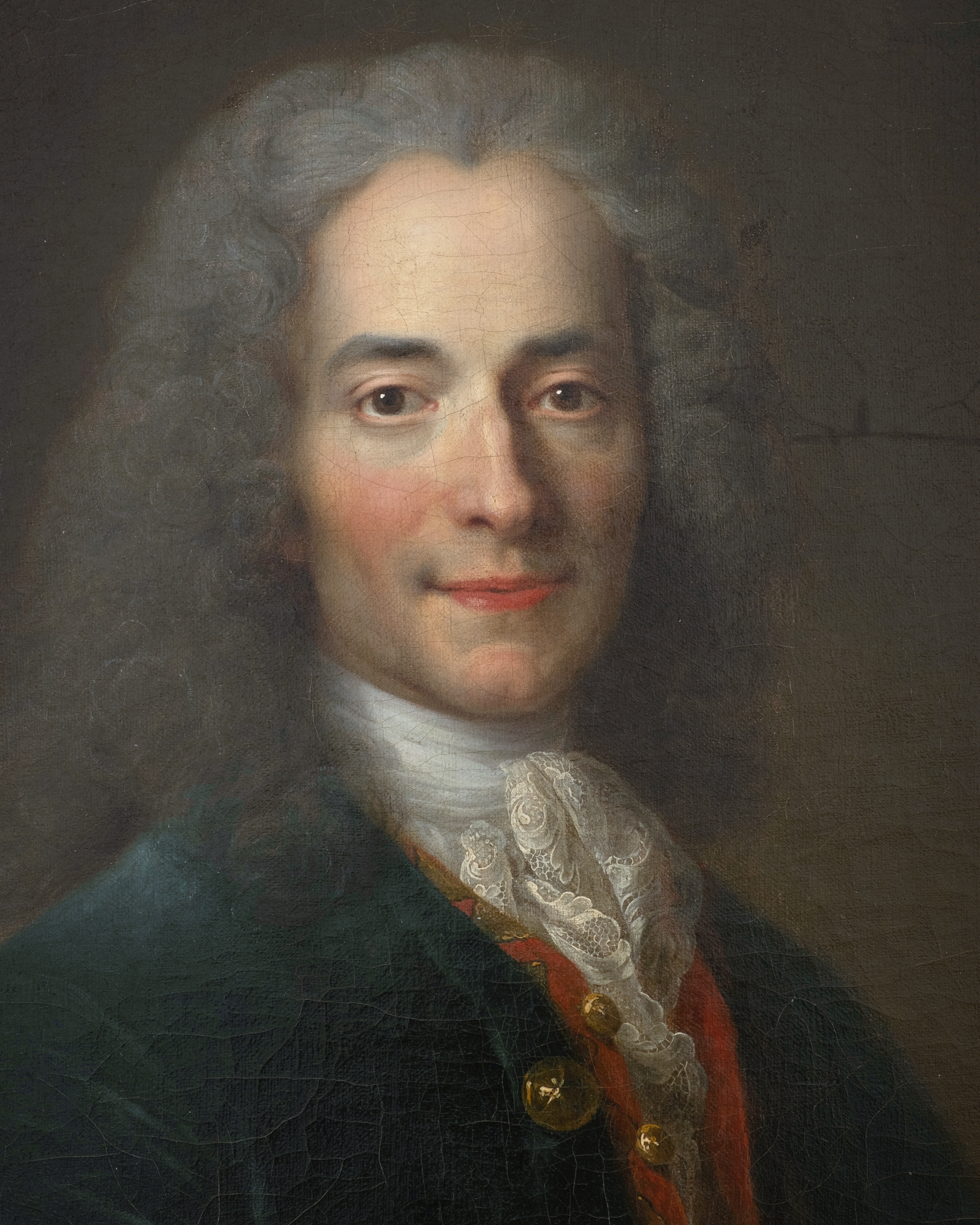
Voltaire

O Iluminismo viu a criação de uma nova forma de estruturação da informação em livros. O primeiro trabalho a empregar esse método foi o Dictionnaire Historique et Critique (1697) de Pierre Bayle, no qual as informações são ordenadas alfabeticamente. Seguiram-se outras obras importantes com estrutura semelhante, como a Encyclopédie de Diderot e Jean d'Alembert. Tendo testemunhado em primeira mão a popularidade e muitas vantagens desta forma, Voltaire usou essas informações ao preparar o Dicionário Filosófico em 1752, embora não tenha sido concluído até 1764. Tendo tido a oportunidade de escrever seu Dicionário posteriormente, Voltaire percebeu que havia certos problemas com os dicionários anteriores, principalmente que eram todos longos e, portanto, muito caros e inacessíveis para grande parte da população. Voltaire procurou criar um texto que caísse no bolso e fosse acessível porque "o material revolucionário deve ser pequeno o suficiente para que as pessoas o carreguem". O que ele criou é um texto que ao mesmo tempo educa e diverte.
As motivações de Voltaire para escrever o Dicionário Filosófico podem ser vistas como um acaso. A ideia foi gerada em um jantar na corte do príncipe Frederico II da Prússia em 1752, durante o qual ele e outros convidados concordaram em escrever um artigo e compartilhá-lo na manhã seguinte. Voltaire, consequentemente, foi o único convidado a levar o jogo a sério e a ideia se espalhou para formar o Dicionário filosófico.

## Estrutura
O Dicionário Filosófico está estruturado na tradição de Bayle, Diderot e d'Alembert - ou seja, ordenado alfabeticamente. Embora essa ordem ajude os leitores a encontrar artigos com mais facilidade, não se tratava de um dicionário ou enciclopédia da mesma forma totalizante do projeto de d'Alembert. A escrita de Voltaire não é objetiva nem variada em opinião; os mesmos argumentos são apresentados em todo o Dicionário Filosófico, enfatizando o ponto de seu descontentamento.

## Temas
Muitos dos temas abordados por Voltaire neste livro são abordados ou tocados em sua obra L'Infame. Nesta e em outras obras, Voltaire está muito preocupado com as injustiças da Igreja Católica, que considera intolerante e fanática. Ao mesmo tempo, sua obra defende o deísmo (embora ele o chame de teísmo, ao contrário de seu significado moderno), a tolerância e a liberdade de imprensa.

## Influências
Por se tratar de uma obra escrita tardiamente na vida do autor, aliada ao fato de ser compilada de artigos escritos em um período extenso de tempo, a obra teve muitas influências, que mudam sensivelmente, dependendo do tema abordado no artigo.
A primeira grande influência no Dicionário Filosófico é a visita de Voltaire à Inglaterra, que lhe deu a oportunidade de comparar os problemas na França com um lugar que tinha imprensa livre e de conhecer melhor pensadores importantes e influentes como Locke e Newton. A teoria newtoniana é influente em muitos dos artigos que tratam da tolerância afirmando que se "não soubermos a essência das coisas não perseguiremos os outros", por essas coisas.
O caso Calas foi um evento que moldou Voltaire durante a criação do Dicionário Filosófico. Jean Calas era um calvinista que foi injustamente condenado por matar seu filho. Isso ocorreu porque houve um boato de que o assassinato foi alimentado pela conversão do filho de Calas ao catolicismo. David de Beaudrige, o responsável pelo caso, ao ouvir este boato, mandou prender a família Calas sem inquérito. Voltaire usou esse tema no Dicionário Filosófico para lutar contra a Igreja Católica.

## Recepção e Legado
A recepção do Dicionário Filosófico na época foi mista. Por um lado, o livro teve uma recepção muito forte por parte do público em geral. A primeira edição esgotou rapidamente; muitas outras edições foram necessárias para acompanhar a demanda. Governantes iluminados como Frederico II da Prússia e Catarina II da Rússia foram registrados como apoiadores do livro.
Por outro lado, o Dicionário Filosófico era desprezado pelas autoridades religiosas, que exerciam uma influência muito importante sobre as obras a serem censuradas. O Dicionário Filosófico foi censurado em muitos países, incluindo Suíça (Genebra) e França. Nesses países, todas as cópias disponíveis do livro foram coletadas e queimadas na praça da cidade. Voltaire, que permaneceu um autor anônimo, foi repetidamente questionado se ele se importava com o fato de o Portatif estar sendo queimado, mas ele calmamente respondeu que não tinha motivo para ficar chateado.

A obra se consolidou como uma das mais notáveis do iluminismo, destacada pela sua ironia e escrita distinta, traços comumente associados ao próprio autor.